# Stefanija Statkuvienė
Stefanija Vilniūtė, beter bekend als Stefanija Statkuvienė, (Kuršėnai, 5 september 1962) is een Litouws-Belgische voormalige atlete, die gespecialiseerd was in de middellange afstand, de lange afstand en het veldlopen. Zij nam op de marathon deel aan de Olympische Spelen.

## Biografie
Statkuvienė was oorspronkelijk gespecialiseerd in de middellange afstand. Ze veroverde outdoor en indoor op de 800 m, 1500 m en 3000 m zeventien Litouwse titels. Daarnaast werd ze ook nog driemaal Litouws kampioene veldlopen.
Eind 1991 sloot Statkuvienė zich aan bij de Belgische club ASSA Ronse. In 1993 nam ze deel aan het wereldkampioenschap halve marathon. Ze werd zeventwintigste. In 1994 werd ze Litouws recordhoudster op de marathon. Het jaar nadien bracht ze dit record naar 2:28.43. Hiermee plaatste ze zich voor de Olympische Spelen in Atlanta. Ze behaalde een veertigste plaats.
Statkuvienė nam ook verschillende malen deel aan de wereldkampioenschappen veldlopen. Ze nam als lid van een Belgische club ook buiten competitie deel aan de Belgische kampioenschappen en won in 1996 de Crosscup. Vanaf eind 1998 mocht ze voor België deelnemen aan internationale competities. In 2000 verkreeg ze de Belgische nationaliteit en nam ze opnieuw haar geboortenaam Stefanija Vilniūtė aan.
Vilniūtė werd in 2001 Belgisch kampioene op de 5000 m.

## Kampioenschappen

### Litouwse kampioenschappen
Outdoor
| Onderdeel | Jaar                               |
| --------- | ---------------------------------- |
| 800 m     | 1987, 1989, 1990                   |
| 1500 m    | 1987, 1989, 1990, 1992, 1995, 1997 |
| 3000 m    | 1992, 1995, 1997                   |
| veldlopen | 1989, 1991, 1993                   |

Indoor
| Onderdeel | Jaar             |
| --------- | ---------------- |
| 800 m     | 1990             |
| 1500 m    | 1990, 1991, 1993 |
| 3000 m    | 1990             |

### Belgische kampioenschappen
Outdoor
| Onderdeel | Jaar |
| --------- | ---- |
| 5000 m    | 2001 |

## Persoonlijke records
Baan
| Onderdeel | Prestatie | Datum            | Plaats  |
| --------- | --------- | ---------------- | ------- |
| 5000 m    | 16.28,85  | 25 augustus 1995 | Brussel |
| 10.000 m  | 32.31,35  | 9 september 1994 | Lebbeke |

Weg
| Onderdeel      | Prestatie            | Datum           | Plaats |
| -------------- | -------------------- | --------------- | ------ |
| halve marathon | 1:11.42              | 27 maart 1994   | Parijs |
| marathon       | 2:28.43 (Lit. ex-NR) | 22 oktober 1995 | Reims  |

## Palmares

### 800 m
- 1987:  Litouwse kamp.
- 1989:  Litouwse kamp.
- 1990:  Litouwse indoor kamp.
- 1990:  Litouwse kamp. – 2.01,3

### 1500 m
- 1987:  Litouwse kamp.
- 1989:  Litouwse kamp.
- 1990:  Litouwse indoor kamp.
- 1990:  Litouwse kamp. – 4.12,7
- 1991:  Litouwse indoor kamp. – 4.22,3
- 1992:  Litouwse kamp. – 4.12,33
- 1993:  Litouwse indoor kamp. – 4.28,30
- 1995:  Litouwse kamp. – 4.22,40
- 1997:  Litouwse kamp. – 4.25,54

### 3000 m
- 1990:  Litouwse indoor kamp.
- 1992:  Litouwse kamp. – 9.19,96
- 1995:  Litouwse kamp. – 9.26,50
- 1997:  Litouwse kamp. – 9.29,55

### 5000 m
- 2001:  BK AC – 16.41,90

### 10.000 m
- 2000:  BK AC – 34.26,22

### 10 km
- 1992:  Parelloop – 32.27

### 10 mijl
- 1998:  Oostende-Brugge Ten Miles – 55.56

### halve marathon
- 1993:  halve marathon van Rijsel – 1:13.07
- 1993: 27e WK in Brussel – 1:13.43
- 1995: 7e Route du Vin - 1:12.13
- 1997: 10e halve marathon van Philadelphia - 1:15.33
- 1999: 46e WK in Palermo – 1:17.30

### marathon
- 1994: 7e Marathon van Parijs – 2:33.54 (NR)
- 1994:  Reims à Toutes Jambes – 2:32.22 (NR)
- 1995: 5e Marathon van Turijn – 2:35.55
- 1995:  Reims à Toutes Jambes – 2:28.43 (NR)
- 1996: 40e OS in Atlanta – 2:39.51
- 1997: 8e Chicago Marathon – 2:36.52

### veldlopen
- 1989:  Litouwse kamp.
- 1991:  Litouwse kamp
- 1991:  Sylvestercross
- 1993:  Litouwse kamp
- 1994: 2e BK in Monceau-sur-Sambre (buiten competitie)
- 1995: 2e BK in Waregem (buiten competitie)
- 1995: 46e WK in Durham
- 1996: 1e BK in Monceau-sur-Sambre (buiten competitie)
- 1996: 30e WK in Stellenbosch
- 1996:  Crosscup
- 1998: 35e EK in Ferrera
- 1999: 35e EK in Velenje
- 1999:  BK AC in Oostende
- 1999: 68e WK in Belfast
- 2000: 45e EK in Malmö
- 2000:  BK AC in Oostende
- 2000: 64e WK in Vilamoura
- 2001: 65e WK korte cross in Oostende